# Ninja Sex Party

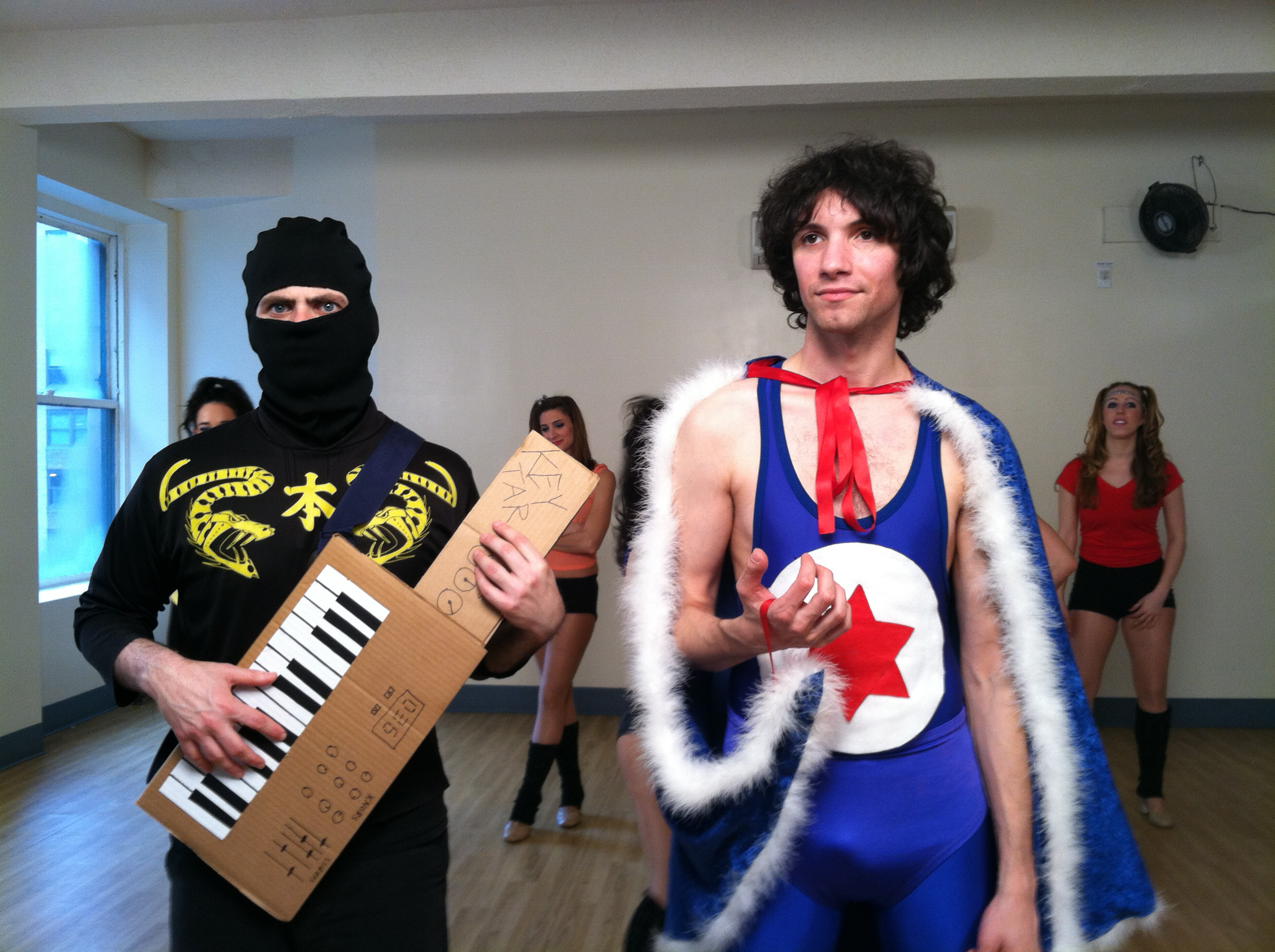
Ninja Sex Party op de set van hun videoclip voor "Next to You", in 2012. Brian Wecht(links) als Ninja Brian, Dan Avidan(rechts) als Danny Sexbang.

Ninja Sex Party (vaak afgekort als NSP) is een Amerikaans muzikaal comedy-duo, bestaande uit zanger Dan Avidan en keyboarder Brian Wecht, opgericht in 2009 in New York en momenteel actief vanuit Los Angeles. Ze zijn verder bekend als twee derde van het videospelparodie-muzikale trio Starbomb, samen met hun regelmatige partner Arin Hanson, en ook als lid van van het YouTube-kanaal Game Grumps, tevens ook met Hanson.
Het werk van Ninja Sex Party bestaat normaal gesproken uit komische synthpop of rock-georiënteerde liedjes, regelmatig met als onderwerp seks, verleiding, liefde of fantasie, waarbij Avidan en Wecht respectievelijk de figuren Danny Sexbang en Ninja Brian spelen; Danny Sexbang is een idiote, vrolijke, vreemd geklede en oversekste Jood, Ninja Brian een altijd zwijgende, psychopatische ninja. In 2016, echter, brachten ze een cover album, Under The Covers, uit waarin wij hen voor het eerst serieuze muziek zagen maken. Op het moment heeft NSP vier albums uitgebracht, en daar bovenop nog drie albums van Starbomb, terwijl zij ook nog nonstop andere video's uploaden op hun YouTube-kanaal.

## Geschiedenis

### 2009-2012: Oprichting en begin carrière
Avidan, die vroeger ook in de bands The Northern Hues en Skyhill zong, kwam met het concept voor de band. Op zoek naar een regisseur werd Avidan in het Upright Citizens Brigade Theatre door gemeenschappelijke vrienden voorgesteld aan Wecht, die toen de muzikale regisseur was van een comedygroep in New York. De band werd opgericht in het voorjaar van 2009, waarbij Avidan onder zijn artiestennaam "Danny Sexbang" ging & Wecht onder "Ninja Brian". Beïnvloed door bands zoals The Lonely Island en Flight of the Conchords, Ninja Sex Party draait om "een Joodse superheld die een unitard draagt die met zijn beste vriend, die een ninja is, samen liedjes zingen over piemels, en proberen (vergeefs) vrouwen te versieren."
Ze begonnen diezelfde zomer op te treden, op verscheidene filmfestivals, waaronder SXSW, Dragon Con en de LACS. De "Best Comedy video" award van Industry Power Play en de "Trophy of Awesomeness" van Vimeo's video website werden aan hun uitgereikt. Ze wonnen "Best Comedy Video Short" en "Best Comedy Song" bij de 2010 INNY Awards van Improvisation News. Hun video "Sex Training" kwam ook voor op de komediepagina van The Huffington Post.
In 2011 brachten ze hun eerste album 'NSFW' uit op iTunes. Het bevat veel van hun liedjes die ook op hun YouTube-kanaal staan.

### 2013-2014: Strawberries and Cream, Game Grumps en Starbomb
De band bracht hun tweede album, 'Strawberries and Cream', uit in april 2013. In de week van 4 mei 2013 debuteerde het album op #9 van de Billboard's Comedy Albums hitlijst.
In juli bracht de band de single 'Party of Three', van hun derde album, uit. In de videoclip die hierbij hoorde, speelde animator en internetpersoonlijkheid Arin Hanson.
Eind juni trad Jon Jafari af als medepresentator van de Let's Play webserie Game Grumps, en werd vervangen door Avidan, die door Hanson werd benaderd. Avidan zou later samen met Ross O'Donovan ook de spin-off serie Steam Train presenteren, waarbij beiden PC-spellen spelen.
In september 2013 componeerde de band 'Dick Figures The Movie: The Song' voor Mondo Media's Dick Figures: The Movie soundtrack.
In het najaar van 2013 werkten Avidan, Wecht en Hanson samen om een tweede project te creëren, genaamd 'Starbomb', met Avidan als singer-songwriter. De band maakt liedjes die parodiëren op videospellen, waarbij de seksuele uitdagende muziek van Ninja Sex Party en de op videospellen gebaseerde humor van Hanson samenkomen.
In de week van 15 februari, 2014 zou het gelijknamige album Starbomb de #1 plek op de Comedy Albums hitlijst voor 4 weken achter elkaar houden. Starbomb bereikte ook #1 op de Billboard Top Heatseekers hitlijsten, wat zij, startende de week van 4 januari, 2014, ook 2 weken zo zouden houden. In juli 2014 gaf Ninja Sex Party een concert voor San Diego Comic-Con International in Nerd HQ, Petco Park. Ze brachten tijdens het concert ook hun videoclip voor "Why I Cry" uit.

### 2015-heden: Attitude City, Under the Covers, en samenwerkingen
In 2015 werden twee singles uitgebracht door de band Tupper Ware Remix Party, die samenwerkten met Ninja Sex Party. De singles heetten "The Hit" en "Baby, NYC". Hun derde album, Attitude City, werd uitgebracht op 17 juli, 2015. Het was een van de 20 bestverkopende albums op Amazon.com, en bereikte #1 op de Billboard's US Comedy Albums hitlijst.
Een album vol met covers van liedjes, Under the Covers, werd op 4 maart, 2016 uitgebracht. Het album bevat gastoptredens van Tupper Ware Remix Party en Super Guitar Bros.
Op 3 augustus, 2015 trad Ninja Sex Party op samen met Steel Panther op hun Houes of Blues venue, waar ze "Party All Day" zongen. De bands hebben meerdere keren met elkaar samengewerkt, waaronder het voorkomen van Steel Panther in de videoclip voor "Road Trip", en het voorzien van vocals door Steel Panther voor "6969".
Op 7 oktober, 2015 bracht Avidan de één track album Firefly uit, met Peter Lennox. Het duo had eerder al samengewerkt in de band Skyhill, gedurende de periode 2006-2007. Het album was geprezen voor de "volwassenere geluiden en songteksten van de band" in vergelijking met hun vorige album.
Op 23 februari, 2016 werd er een videoclip voor hun cover van "Take on Me" uitgebracht; de video voor hun cover van "Everybody Wants to Rule the World" werd de week daarop uitgebracht. Op 4 maart, 2016 werd Under the Covers uitgebracht. Het album debuteerde op de Billboard hitlijsten op #9 in Top Album Sales, #2 in Independent Albums, #3 in Rock Albums, en #17 in Top 200 Albums.

## Leden

### Bandleden
- Dan Avidan - hoofdzanger en achtergrondgezang
- Brian Wecht - keyboards, gitaren, basgitaren en achtergrondgezang

### Touringpartners
- Arin Hanson - Stem voor gesproken delen (2011-heden)
- Tupper Ware Remix Party - backup band (2015-heden)

## Discografie
- NSFW (2011)
- Strawberries and Cream (2013)
- Attitude City (2015)
- Under the Covers (2016)
- Under the covers 2 (2017)
- Cool Patrol (2018)